# Остановочная Платформа 3108 км
Остановочная Платформа 3108 км — упразднённый населённый пункт в Убинском районе Новосибирской области России. Входил в состав Убинского сельсовета.

## Топоним
Также был посёлком и назывался Радульский.

## География
Располагался на 3108 километре Транссибирской магистрали при железной дороге к западу от районного центра села Убинское. Ближайшие населённые пункты — 3103 км (также при ж/д) и Первомайский. Примерная высота над уровнем моря составляла 140 метров. Неподалёку располагалось урочище Радульский и проходила автомобильная дорога М-51.

## История
Исключён из учётных данных в июне 2013 года областным законом. На момент упразднения фактически не существовал: отсутствовали здания, автодорожное сообщение и подъездные пути, возделанная земля. Место, где находился населённый пункт, заросло кустарниковыми растениями. Фактически решение об упразднении принято на сессии регионального заксобрания. Отсутствовала социальная инфраструктура. Был одноимённый остановочный пункт (ныне исключён) Западно-Сибирской железной дороги, где проходила посадка и высадка пассажиров. Отсутствовала сеть наземной трансляции.

## Население
На 1975 год проживало 44 человека. Несмотря на то, что согласно данным главы сельского поселения последний житель числился в посёлке до сентября 2006 года, в 2002 году в переписи население не было учтено. В 2010 году также соответственно 0 человек.